# Gênero musical
Gêneros musicais (português brasileiro) ou géneros musicais (português europeu) são categorias que contêm peças musicais que compartilham elementos em comum. Os gêneros definem e classificam músicas em suas qualidades. Entre os diversos elementos que concorrem para a definição dos gêneros, podem-se apontar:

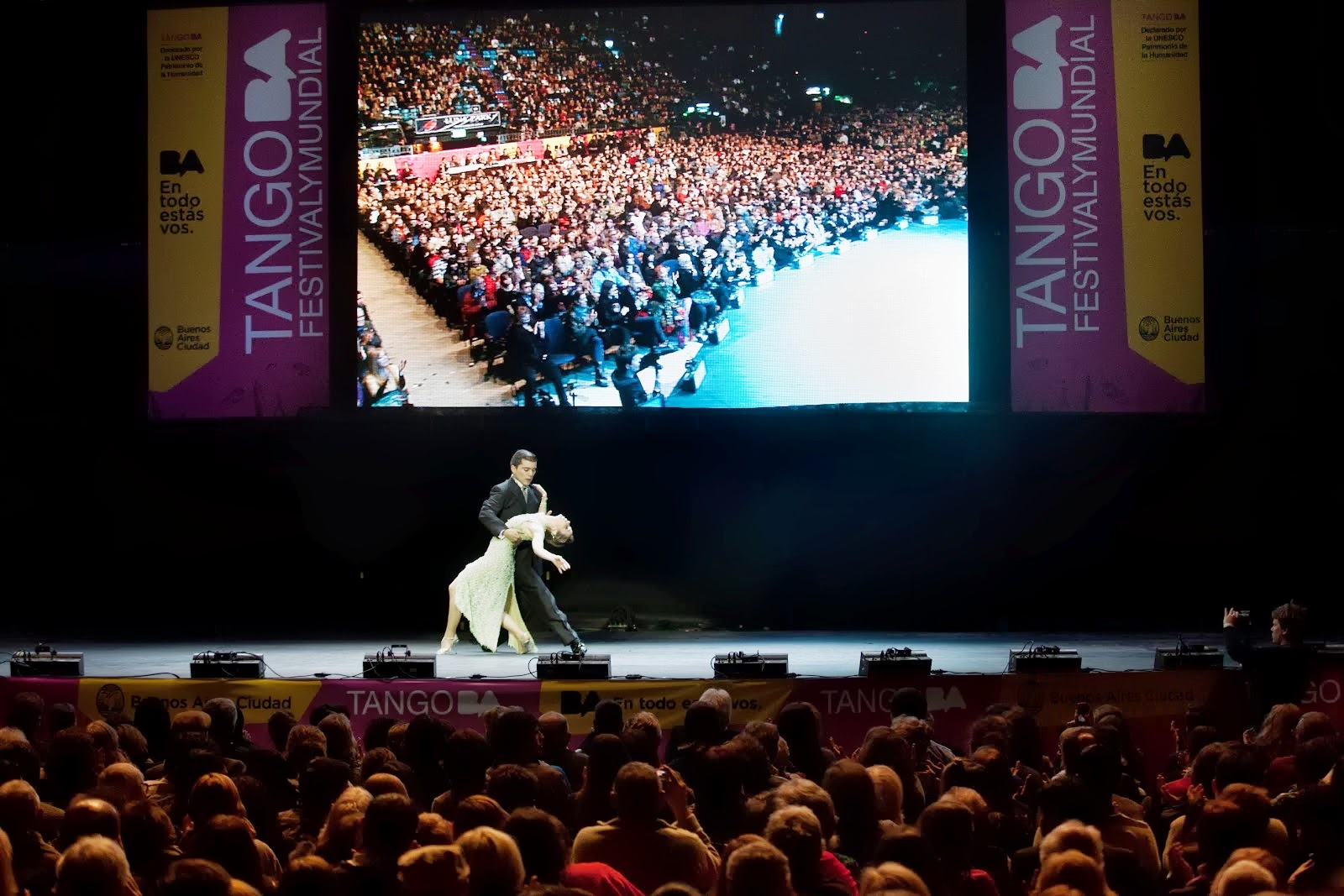
Apresentação de tango, um género musical

- instrumentação (que instrumentos são mais frequentemente usados);
- texto (conteúdo sacro, profano, romântico, idílico etc.);
- função (prelúdio, encerramento, dança, ritual etc.);
- estrutura (linear, segmentada, repetitiva etc.);
- contextualização (local de interpretação, contextualização geográfica, contextualização cronológica, contextualização etnográfica etc.).

## Analisando géneros
Alguns, como música indiana, são definidos geograficamente; outros, como música barroca, são definidos cronologicamente. Outros são definidos por requerimentos técnicos. Outros gêneros, por outro lado, são um tanto vagos, e podem ser criados pelos críticos; post-rock, por exemplo, é um termo definido pelo Simon Reynolds. Outros, como a música de videogame, se definem pela mídia utilizada.
Dizer que uma música é do "gênero Romântico" é simples, mas o explicar o porquê de a música ser deste gênero exige uma análise mais profunda, definindo as características do romanticismo nas diversas regiões e nos diferentes autores, línguas, formas musicais e etc...
Atualmente, nas universidades anglo-saxônicas, estudam-se gêneros musicais com base em cinco perguntas a serem respondidas, os cinco "W"s:
Em Inglês - em Português
1. What - O quê?
2. Who - Quem?
3. Where - Onde?
4. When - Quando?
5. Why - Por quê?

Num teste apresentado em aula de música, toca-se um trecho curto de uma gravação (uns 6 segundos) de uma obra qualquer. A obra pode ser cantada, ou instrumental e de qualquer época e gênero. Em seguida, os alunos têm de ser capazes de definir o estilo desta, respondendo as perguntas dos cinco "W"s.
Se o trecho musical tocado fosse uma missa, na pergunta "por quê?" obviamente a resposta incluiria que:
1. há canto coral, e
2. o canto está escrito em Latim.
3. o texto é litúrgico e se capaz de captar o movimento, pode-se dizê-lo:
4. parte do Agnus Dei, por exemplo.

As outras perguntas ajudam a responder outras características importantes que definem o gênero: Missa.
O importante é não confundirmos nunca forma musical e gênero musical.

## Controvérsias do gênero
Algumas pessoas acreditam que a categorização musical é inútil. John Zorn, por exemplo, um músico cujo trabalho cobriu vários gêneros, escreveu, em Arcana: musicians on music, que gêneros são ferramentas usadas para "comercializar uma visão pessoal complexa de um artista", alegando também que, às vezes, gêneros representam esforços de marketing ao invés da distinção musical de fato. Outros artistas acreditam que é culpa do próprio artista por criar um trabalho que pode ser colocado numa mesma classe compartilhada com outros.
Classificar música pelo gênero é ainda fato, deixando mais fácil de distinguir as obras na história da Música através dos diversos Períodos, Escolas, e ideias que tenham caracteres comum, além de estar aumentando a facilidade com que indivíduos encontram artistas e estilos musicais que apreciam.